# Errol Dunkley
Errol Dunkley (né le 6 février 1951  à Kingston) est un chanteur de rocksteady et de reggae jamaïcain.

## Biographie
Sa carrière débute en 1965 avec Gipsy en duo avec Roy Shirley, suivi de My Queen et Love Me Forever en 1967 pour Prince Buster. L'année suivante, il enregistre plusieurs disques de rocksteady chez Joe Gibbs accompagné par Lynn Taitt & The Jets, dont You Gonna Need Me et Please Stop Your Lying Girl. Puis il est produit par Coxsone Dodd en 1969 pour qui il enregistre Get Up Now.
Au début des années 1970, il fonde avec Gregory Isaacs le label "African Museum". Il rencontre un gros succès en 1972 chez Jimmy Radway avec Black Cinderella, puis Keep The Pressure Down en 1973. Cette même année, Darling Ooh est également un tube, mais c'est en 1979 qu'il rencontre un succès international avec OK Fred, une reprise de John Holt (n°11 en Grande-Bretagne), réédité l'année suivante avec Sit Down And Cry (n° 80). Deux ans plus tard, il reprend Don't Make Me Over de Dionne Warwick dans une version produite par Jacno.

## Albums
- Presenting Errol Dunkley (Gay Feet, 1972), réédité sous le titre Darling Ooh (Trojan Records, 1981)
- Sit and Cry Over You (Third World, 1976)
- Militant Man (Lovella International, 1980)
- Profile of Errol Dunkley a.k.a. OK Fred (Third World, 1980)
- Special Request (Carrousel, 1987)
- Aquarius (1989)
- The Early Years (Rhino, 1995)
- Please Stop Your Lying (early Joe Gibbs recordings) (Rocky One, 1996)
- Continually (2000)
- OK Fred (The Best Of) (Trojan, 2004)
- Love Is Amazing (Studio One)
- Moodie Meets Errol Dunkley (Moodie Music)